# Вулиця Максима Кривоноса (Кременчук)
Ву́лиця Максима Кривоноса — одна з вулиць Кременчука. Протяжність близько 1500 метрів.

## Розташування
Вулиця розташована в східній частині міста, на Третьому занасипу. Починається з вул. Богуна та прямує на схід, де виходить за межі міста.
Проходить крізь такі вулиці (з початку вулиці до кінця):
- пров. Цеповський
- Багратіона
- Панаса Мирного
- Південний пров.
- Сурікова
- Давида Кострова
- Івана Багряного
- Господарська
- Господарський пров.

## Опис
Вулиця розташована в спальній частині міста. Усі будинки — приватні. Одна з центральних вулиць Третього занасипу.

## Будівлі та об'єкти
- Буд. № 50 — Благодійний фонд «Милосердя» [1] [2]